# Adartico Vudafieri
Adartico Vudafieri (Castelfranco Veneto, 11 ottobre 1950) è un ex pilota di rally italiano, vincitore di un campionato europeo rally (1981) e tre titoli nazionali (1978, 1980, 1984).

## Carriera
Comincia a correre nel 1973 con una SIMCA Rallye 2. Acquista poi una Porsche Gruppo 3 per disputare la stagione 1974. Da quell'anno corre in coppia con il navigatore Bonaga. Nel 1975, sempre su Porsche, termina al terzo posto nel trofeo rally nazionale.
Nel 1976 passa alla Lancia Stratos, dopo due stagioni al volante della Porsche, e vince il trofeo rally nazionale. L'anno dopo si mette in luce vincendo l'edizione del Rally Internazionale del Ciocco e ottenendo altri importanti piazzamenti. Nel 1978, in coppia con Mauro Mannini su Stratos, si impone nei rally dell'Elba, del Ciocco e delle Valli Piacentine, e si piazza al posto d'onore nel Targa Florio e nel 4 Regioni, risultati che gli garantiscono la conquista del titolo italiano dei rallyes internazionali.

Vudafieri e il copilota Mario Mannini su Lancia Stratos nel vittorioso Rally dell'Elba 1978

Nel 1979 arriva secondo in campionato, saltando alcune gare importanti per un infortunio patito al Rally Costa Smeralda, ma lotta sino alla fine con il rivale di sempre, Tony Fassina, che batterà l'anno dopo diventando nuovamente campione italiano al volante della Fiat 131 Abarth; prima e unica volta in Italia per la berlina tre volte campione del mondo. Nel 1981 vince il campionato europeo rally, consentendo alla 131 Abarth di centrare l'ultimo trofeo importante prima del suo pensionamento.
Il 1982 è prevalentemente un anno di collaudi, al volante della nuova Lancia Rally 037 del Martini Racing: qualche piazzamento all'Elba, al Ciocco, al Colline di Romagna e al Tour de France), ma anche ritiri come all'Acropoli e in Costa d'Avorio, tra gli altri. La stagione seguente arrivano invece dei buoni risultati: affiancato da Luigi Pirollo, con il 5º posto in Portogallo e con il 3º al Tour de Corse contribuisce alla vittoria del titolo marche da parte di Lancia nel campionato del mondo rally.
Nel 1984 si impone nel neonato campionato rally open, ovvero aperto anche agli stranieri, con le vittorie in quattro gare: Rally della Lana, 4 Regioni, Piancavallo e San Marino. L'anno dopo prende parte a una sola gara, il Rally di Monza, che vince nettamente per la seconda volta, chiudendo in bellezza la carriera agonistica.
Nel 2011 fa una sua sporadica apparizione alla Rally Legend per Anniversary Stratos. Dal 2012 vive all'estero con la moglie.

## Palmarès

### Campionato del mondo
| #      | Rally                  | Stagione | Co-pilota     | Auto             |
| ------ | ---------------------- | -------- | ------------- | ---------------- |
| 5º     | WRC Rallye de Portugal | 1983     | Luigi Pirollo | Lancia Rally 037 |
| Bronzo | WRC Tour de Corse      | 1983     | Luigi Pirollo | Lancia Rally 037 |

### Altri risultati
| Stagione | Campionato                | Auto             |
| -------- | ------------------------- | ---------------- |
| 1978     | Campionato italiano rally | Fiat 131 Abarth  |
| 1980     | Campionato italiano rally | Fiat 131 Abarth  |
| 1984     | Campionato italiano rally | Lancia Rally 037 |

## Risultati nel WRC
| 1974 | Scuderia | Vettura         |  |  |  |     |  |  |  |  |  |  |  |  |  |  |  |  | Punti | Pos. |
| ---- | -------- | --------------- |  |  |  | --- |  |  |  |  |  |  |  |  |  |  |  |  | ----- | ---- |
| 1974 | Friuli   | Porsche Carrera |  |  |  | Rit |  |  |  |  |  |  |  |  |  |  |  |  |       |      |

| 1978 | Scuderia                  | Vettura           |  |  |  |  |  |  |  |     |  |     |  |  |  |  |  |  | Punti | Pos. |
| ---- | ------------------------- | ----------------- |  |  |  |  |  |  |  | --- |  | --- |  |  |  |  |  |  | ----- | ---- |
| 1978 | Jolly Club Lancia Pirelli | Lancia Stratos HF |  |  |  |  |  |  |  | Rit |  | Rit |  |  |  |  |  |  |       |      |

| 1979 | Scuderia | Vettura         |  |  |  |  |  |  |  |  |     |  |  |  |  |  |  |  | Punti | Pos. |
| ---- | -------- | --------------- |  |  |  |  |  |  |  |  | --- |  |  |  |  |  |  |  | ----- | ---- |
| 1979 |          | Fiat 131 Abarth |  |  |  |  |  |  |  |  | Rit |  |  |  |  |  |  |  | 0     |      |

| 1980 | Scuderia   | Vettura         |  |  |  |  |  |  |  |  |     |  |  |  |  |  |  |  | Punti | Pos. |
| ---- | ---------- | --------------- |  |  |  |  |  |  |  |  | --- |  |  |  |  |  |  |  | ----- | ---- |
| 1980 | Jolly Club | Fiat 131 Abarth |  |  |  |  |  |  |  |  | Rit |  |  |  |  |  |  |  | 0     |      |

| 1981 | Scuderia   | Vettura         |  |  |  |  |  |  |  |  |  |     |  |  |  |  |  |  | Punti | Pos. |
| ---- | ---------- | --------------- |  |  |  |  |  |  |  |  |  | --- |  |  |  |  |  |  | ----- | ---- |
| 1981 | Jolly Club | Fiat 131 Abarth |  |  |  |  |  |  |  |  |  | Rit |  |  |  |  |  |  | 0     |      |

| 1982 | Scuderia                      | Vettura          |  |  |  |  |  |     |  |  |  |  |     |  |  |  |  |  | Punti | Pos. |
| ---- | ----------------------------- | ---------------- |  |  |  |  |  | --- |  |  |  |  | --- |  |  |  |  |  | ----- | ---- |
| 1982 | Martini Racing Lancia Martini | Lancia 037 Rally |  |  |  |  |  | Rit |  |  |  |  | Rit |  |  |  |  |  | 0     |      |

| 1983 | Scuderia                        | Vettura          |  |  |   |  |   |  |  |     |  |     |  |  |  |  |  |  | Punti | Pos. |
| ---- | ------------------------------- | ---------------- |  |  | - |  | - |  |  | --- |  | --- |  |  |  |  |  |  | ----- | ---- |
| 1983 | Martini Racing Jolly Club Totip | Lancia 037 Rally |  |  | 5 |  | 3 |  |  | Rit |  | Rit |  |  |  |  |  |  | 20    | 12º  |

| 1984 | Scuderia         | Vettura          |  |  |  |  |     |  |  |  |  |     |  |  |  |  |  |  | Punti | Pos. |
| ---- | ---------------- | ---------------- |  |  |  |  | --- |  |  |  |  | --- |  |  |  |  |  |  | ----- | ---- |
| 1984 | Jolly Club Totip | Lancia 037 Rally |  |  |  |  | Rit |  |  |  |  | Rit |  |  |  |  |  |  | 0     |      |

| Legenda | 1º posto | 2º posto | 3º posto | A punti | Senza punti | Ritirato | Squalificato | NP=Non partito C=Gara cancellata | Apice=Power stage |